# Szabó Panna
Szabó Panna (Debrecen, 1998. június 16. –) magyar kézilabdázó, aki a DVSC csapatában balszélső poszton játszik.

## Pályafutása
Általános iskola második osztályában, 7 évesen kezdett el kézilabdázni Balmazújvárosban, a Kalmár Zoltán Általános Iskolában.
Az általános iskola befejezéséig, 2012-ig volt a Balmazújvárosi sportklub tagja. Ugyanattól az évtől a gimnázium kezdetével a DSI (Debreceni Sportiskola) tagjaként sportolt tovább.
Utánpótlás korú játékosként irányító valamint átlövő posztokon lépett pályára.
Kétszer kapott "legtechnikásabb játékos" címet a miskolci és a pécsi tornán 2011, 2012-ben. Pécsen a gólkirályi cím is őt illette, de mivel két díjat nem kaphatott, a diákolimpián az értékesebbnek ítélt magasabb elismerésben részesült.
A DSC-SI bajnoki bronzérmes, 1998-as leánycsapat tagja.
A DVSC a  2014/15-ös idényben  az „Év ifjúsági játékosának” választotta.
15 és 16 évesen korosztályos válogatottként is pályára lépett.
2016-ban a veszprémi kézilabda diákolimpián a debreceni Ady Endre Gimnázium csapatával bronzérmet szerzett, valamint  megkapta a "diákolimpia  legtechnikásabb játékosa" címet is.
Már utánpótlás korú játékosként is gyors és gólerős játékerőt képviselt.
2016-ban Tone Tiselj DVSC felnőtt csapatának vezetőedzőjének felkérésére/javaslatára az irányító posztról a balszélső posztra váltott.
Az NB1 felnőttek között a DVSC színeiben először lépett pályára tétmeccsen; a Siófok francia válogatott irányítóját, Estelle Nze Minkót eredményesen kapcsolta ki a játékból a második félidőben.
A debreceni Ady Endre gimnáziumtól 2017-ben megkapta az "Év sportolója" címet.
A DVSC 2017-ben profi szerződést kötött vele.
A Nyíradony csapatában NB1/B-ben 2017/18 idényben kettős játékengedéllyel versenyzett, ahol Köstner Vilmos kétszeres EHF Kupa-győztes edző irányításával a szélső poszt technikai trükkjeit gyakorolhatta be eredményesen.
A nyújtott teljesítménye alapján a következő 2018/19-es idénytől a DVSC NB1 felnőtt csapatának teljes értékű tagja lett.
2018. szeptember 22-én a Békéscsabai ENKSE ellen szerezte első gólját a felnőttek között az NB1-ben. Ezzel együtt 2011 óta a Magyar Kézilabda Szövetség bajnokságain ekkor már 1111 gólig jutott.

## Edzői
- Melkó Károly (Kalmár Zoltán Általános Iskola, Balmazújváros)
- DVSC utánpótlás csapataiban: Csapó Erika, Vida Gergő, Győrvári Viktor, Boros Ferenc, Köstner Vilmos, Márián Blanka,
- Felnőtt csapatokban: Tone Tiselj (DVSC), Köstner Vilmos (Nyíradonyi VVTK), Pal Oldrup Jensen (DVSC), Köstner Vilmos (DVSC)